# Thomas Madsen-Mygdal
Thomas Madsen-Mygdal, né le 24 décembre 1876 à Mygdal et mort le 23 février 1943 à Copenhague, est un homme politique danois. Il est Premier ministre du Danemark de décembre 1926 à avril 1929.

## Biographie
Thomas Madsen-Mygdal est instituteur puis ingénieur agronome. Il s'installe dans une ferme et milite dans des organisations agricoles. De 1920 à 1925 il est membre de la deuxième chambre du parlement le Landsting et ministre de l'agriculture puis il est élu député à la première chambre du parlement le Folketing de 1926 à 1933. Il est nommé premier ministre le 14 décembre 1926. Il tente de résoudre la dépression économique en instaurant une politique de libre-échange et en réduisant les couts de production par une politique de réduction des salaires et de restriction des pouvoirs syndicaux. Avec le succès des sociaux-démocrates aux élections législatives d'avril 1929 il démissionne de son poste. Il dirige le parti libéral danois Venstre, de 1929 à 1941. 

## Source
- Alastair Thomas, The A to Z of Denmark éd. Scarecrow Press 2009, p. 277